# Sergej Fjodorov
Sergej Viktorovitj Fjodorov (ryska: Серге́й Ви́кторович Фёдоров), född 13 december 1969 i Pskov, Ryska SFSR, Sovjetunionen, är en rysk före detta professionell ishockeyspelare.
Fjodorov spelade under 18 säsonger i NHL för Detroit Red Wings, Anaheim Ducks, Columbus Blue Jackets och Washington Capitals innan han sommaren 2009 bestämde sig för att återvända till den ryska ishockeyligan.
Sommaren 2012 avslutade Sergej Fjodorov sin spelarkarriär och tog sig an arbetet som sportchef i CSKA Moskva.

## Klubbkarriär

### Dinamo Minsk och CSKA Moskva
Sergej Fjodorov debuterade i den sovjetiska mästerskapsserien för Dinamo Minsk säsongen 1985–86, endast 16 år gammal. Under säsongen svarade Fjodorov för sex mål och en assist för totalt sju poäng på 15 spelade matcher.
Huvudstadsklubben CSKA Moskva uppmärksammade Fjodorov för hans tekniska spel och rappa skridskoåkning och han värvades till klubben säsongen 1986–87. I CSKA spelade redan "drömfemman" med Vladimir Krutov, Igor Larionov och Sergej Makarov framför backarna Aleksej Kasatonov och Vjatjeslav Fetisov. Under de två första säsongerna i CSKA producerade Fjodorov 13 mål och 15 assists för sammanlagt 28 poäng på 77 matcher.
Säsongen 1988–89 blev ett lyft för Fjodorov då Fetisov gjorde uppror mot det sovjetiska träningssystemet. Den då 19-årige centern blev mer och mer lagets stjärna. I NHL-draften 1989 valdes Fjodorov som 74:e spelare totalt av Detroit Red Wings. I samma draft valde även Red Wings Fjodorovs lagkamrat i CSKA Moskva Vladimir Konstantinov samt den svenske backen Nicklas Lidström.
Säsongen 1989–90 var Fjodorovs bästa i CSKA då han stod för 29 poäng, fördelat på 19 mål och 10 assists, på 48 matcher.

### Detroit Red Wings
Sergej Fjodorov debuterade i NHL för Detroit Red Wings säsongen 1990–91 och imponerade stort med 79 poäng, fördelat på 31 mål och 48 assists, på 77 matcher. Detta räckte dock inte till för att vinna Calder Memorial Trophy, priset till ligans bäste nykomling, som istället gick till Chicago Blackhawks målvakt Ed Belfour.
Under sina sex första år i klubben snittade Fjodorov mer än en poäng per match samt hade en imponerande +/− statistik. Säsongen 1993–94 blev hans bästa någonsin då han gjorde 56 mål och 64 assist för sammanlagt 120 poäng vilket gav honom en andraplats i poängligan bakom Wayne Gretzky. Efter säsongen tilldelades Fjodorov Hart Memorial Trophy som ligans mest värdefulle spelare. Han vann även Frank J. Selke Trophy, som ligans bäste defensive forward, och Lester B. Pearson Award som bäste spelaren i ligan enligt spelarna själva.
Säsongen 1994–95 nådde Detroit Red Wings Stanley Cup-final där det dock blev förlust i fyra raka matcher mot New Jersey Devils. Trots förlusten vann Fjodorov slutspelets poängliga sedan han gjort sju mål och 17 assists för totalt 24 poäng på 17 spelade matcher.
Säsongen 1995–96 vann Fjodorov sin andra Frank J. Selke Trophy och hade personbästa +49 i +/− statistiken. Detroit Red Wings vann NHL:s grundserie i överlägsen stil med 131 inspelade poäng, 27 poäng före andraplacerade Colorado Avalanche. I slutspelets tredje runda förlorade dock Red Wings en jämn matchserie mot Colorado Avalanche med 4-3 i matcher. Fjodorov gjorde 20 poäng på 19 matcher i slutspelet 1996.
Säsongerna 1996–97 och 1997–98 tog sig Detroit Red Wings till slut över tröskeln och vann två raka Stanley Cup, detta efter att under flera säsonger innan varit ett av de bästa lagen i grundserien. 1997 besegrades Philadelphia Flyers i finalen med 4-0 i matcher och 1998 vann Red Wings mot Washington Capitals i finalen med 4-0 i matcher. Fjodorov gjorde 20 poäng både under 1997 och 1998 års slutspel vilket gav honom fyra raka slutspel med minst 20 gjorda poäng.
Från säsongen 1995–96 till och med 1997 spelade Red Wings emellanåt med en femma med enbart ryska spelare; backarna Vjatjeslav Fetisov och Vladimir Konstantinov samt anfallsspelarna Sergej Fjodorov, Igor Larionov och Vjatjeslav Kozlov. Fjodorov spelade som ytter i kedjan bredvid centern Larionov. Den framgångsrika femman kallades The Russian Five, "Den ryska femman", och upplöstes efter Stanley Cup-segern 1997 då Vladimir Konstantinovs karriär kom till ända sedan han skadat sig svårt i en bilolycka.
Fjodorov spelade med Detroit Red Wings fram till och med säsongen 2002–03. 2002 vann han sin tredje Stanley Cup med Red Wings sedan laget besegrat Carolina Hurricanes i finalserien med 4-1 i matcher. Fjodorovs 19 poäng på 23 matcher var endast en poäng kort för ett femte 20-poängsslutspel.
| ”                                                                                | Sergej kan förändra matchbilden för oss när än han är på isen, han är den mest talangfulle spelaren jag någonsin sett. | „ |
| – Detroit Red Wings lagkapten Steve Yzerman om Sergej Fjodorov i februari 1996., | |   |

### Anaheim Mighty Ducks
Efter säsongen 2002–03 valde Sergej Fjodorov att inte skriva på nytt kontrakt med Detroit Red Wings. Istället valde han att spela för Anaheim Mighty Ducks. Hans motiv bakom flytten var att han ville spela i ett lag där han fick större offensivt spelutrymme. Hans första säsong i Anaheim blev hans sämsta någonsin i NHL, både spelmässigt och statistiskt. För första gången i sin NHL-karriär slutade han på minus i plus/minus-ligan efter en grundserie.
Säsongen 2004–05 spelade inte Fjodorov på grund av NHL:s spelarstrejk och säsongen 2005–06 blev det endast fem matcher och en assist för Anaheim innan han byttes bort till Columbus Blue Jackets.

### Columbus Blue Jackets och Washington Capitals
Sergej Fjodorov spelade tre säsonger för Columbus Blue Jackets åren 2005–2008, dock utan att göra något större väsen av sig. I slutskedet av säsongen 2007–08 bytte laget bort honom till Washington Capitals. Fjodorovs roll i Washington Capitals var framförallt att bidra med stabilt tvåvägsspel och värdefull slutspelsrutin samt att ge understöd till lagets storstjärna Aleksandr Ovetjkin.
I Stanley Cup-slutspelet 2009, som skulle bli Fjodorovs sista framträdande i NHL, nådde Washington Capitals andra rundan där laget förlorade mot Pittsburgh Penguins med 4-3 i matcher.

### Metallurg Magnitogorsk
Säsongen 2009–10 återvände Sergej Fjodorov till Ryssland för att spela med Metallurg Magnitogorsk i Kontinental Hockey League. Under tre säsonger med Metallurg gjorde Fjodorov 22 mål och 52 assists för sammanlagt 74 poäng på 141 grundseriematcher. På 38 slutspelsmatcher med laget blev hans facit sju mål och 11 assists för totalt 18 poäng.

## Landslagskarriär
Sergej Fjodorov debuterade som 18-åring i JVM 1988 på hemmaplan i Moskva och gjorde 12 poäng på sju matcher, fördelat på fem mål och sju assists. I finalen förlorade Sovjetunionen dock mot Kanada. 1989 spelade han sitt andra JVM, denna gång i Anchorage, Alaska. Poängmässigt blev det en repris med 12 poäng på sju matcher och Fjodorov spelade som center i en framgångsrik kedja med yttrarna Aleksandr Mogilnyj och Pavel Bure, hans lagkamrater från CSKA Moskva. Fjodorov och Sovjetunionen blev juniorvärldsmästare 1989 efter seger mot Sverige i finalen.
Fjodorov blev uttagen till det sovjetiska landslaget till VM 1989 i Stockholm och visade att han klarade av att av producera även på seniornivå. Fjodorov stod för nio poäng, fördelat på sex mål och tre assists, på tio matcher, samt även en plus/minus-statistik på +9. Fjodorov och Sovjetunionen blev världsmästare efter seger mot Kanada i finalen.
1990 spelade Fjodorov sin andra raka VM-turnering och vann sitt andra raka VM-guld. Han presterade statistiskt sett sämre än under sitt första VM med tre mål och tre assists på tio matcher.
1991 blev Fjodorov uttagen till Canada Cup men turneringen blev ingen framgång för det sovjetiska laget som inte tog någon medalj. 1996 spelades den första World Cup-turneringen och Fjodorov var än en gång uttagen till landslaget. Ryssland förlorade i semifinalen mot USA men för Fjodorovs egen del blev det ändå en godkänd turnering med sex poäng på fem matcher.
Under OS 1998 svarade Ryssland för en stark insats då laget tog silver, efter finalförlust mot Tjeckien. Fjodorov svarade för fem målgivande passningar som tillsammans med hans enda mål gav honom sex poäng på sex matcher. I OS 2002 i Salt Lake City spelade det ryska landslaget hem en bronsmedalj.
I VM 2008 i Québec var Fjodorov med i det ryska landslaget som vann guld efter att ha finalbesegrat Kanada. 2010 spelade Fjodorov ytterligare en VM-turnering med Ryssland i Tyskland där laget vann en silvermedalj sedan Tjeckien blivit för svåra i finalen.

## Meriter
- Stanley Cup – 1997, 1998 och 2002 med Detroit Red Wings
- Hart Memorial Trophy – 1993–94
- Lester B. Pearson Award – 1993–94
- Frank J. Selke Trophy – 1993–94 och 1995–96
- NHL First All-Star Team – 1993–94
- VM-guld 1989, 1990 och 2008
- VM-silver 2010
- OS-silver 1998
- OS-brons 2002
- Förste ryske spelaren att spela 1000 NHL-matcher, med slutspelet inräknat
- Förste ryske spelaren att göra 1000 poäng i NHL
- Invald i Hockey Hall of Fame 29 juni 2015[5]

## Statistik

### Klubbkarriär
|               |                         |               |                                       | Grundserie                            | Grundserie                            | Grundserie                            | Grundserie                            | Grundserie                            |                                       | Slutspel                              | Slutspel                              | Slutspel                              | Slutspel                              | Slutspel |
| Säsong        | Lag                     | Liga          | Matcher                               | Mål                                   | Assists                               | Poäng                                 | Utv.                                  | Matcher                               | Mål                                   | Assists                               | Poäng                                 | Utv.                                  |                                       |          |
| ------------- | ----------------------- | ------------- | ------------------------------------- | ------------------------------------- | ------------------------------------- | ------------------------------------- | ------------------------------------- | ------------------------------------- | ------------------------------------- | ------------------------------------- | ------------------------------------- | ------------------------------------- | ------------------------------------- | -------- |
| 1985–86       | Dinamo Minsk            | Sovjet        | 15                                    | 6                                     | 1                                     | 7                                     | 10                                    | —                                     | —                                     | —                                     | —                                     | —                                     |                                       |          |
| 1986–87       | CSKA Moskva             | Sovjet        | 29                                    | 6                                     | 6                                     | 12                                    | 12                                    | —                                     | —                                     | —                                     | —                                     | —                                     |                                       |          |
| 1987–88       | CSKA Moskva             | Sovjet        | 48                                    | 7                                     | 9                                     | 16                                    | 20                                    | —                                     | —                                     | —                                     | —                                     | —                                     |                                       |          |
| 1988–89       | CSKA Moskva             | Sovjet        | 44                                    | 9                                     | 8                                     | 17                                    | 35                                    | —                                     | —                                     | —                                     | —                                     | —                                     |                                       |          |
| 1989–90       | CSKA Moskva             | Sovjet        | 48                                    | 19                                    | 10                                    | 29                                    | 20                                    | —                                     | —                                     | —                                     | —                                     | —                                     |                                       |          |
| 1990–91       | Detroit Red Wings       | NHL           | 77                                    | 31                                    | 48                                    | 79                                    | 66                                    | 7                                     | 1                                     | 5                                     | 6                                     | 4                                     |                                       |          |
| 1991–92       | Detroit Red Wings       | NHL           | 80                                    | 32                                    | 54                                    | 86                                    | 72                                    | 11                                    | 5                                     | 5                                     | 10                                    | 8                                     |                                       |          |
| 1992–93       | Detroit Red Wings       | NHL           | 73                                    | 34                                    | 53                                    | 87                                    | 72                                    | 7                                     | 3                                     | 6                                     | 9                                     | 23                                    |                                       |          |
| 1993–94       | Detroit Red Wings       | NHL           | 82                                    | 56                                    | 64                                    | 120                                   | 34                                    | 7                                     | 1                                     | 7                                     | 8                                     | 6                                     |                                       |          |
| 1994–95       | Detroit Red Wings       | NHL           | 42                                    | 20                                    | 30                                    | 50                                    | 24                                    | 17                                    | 7                                     | 17                                    | 24                                    | 6                                     |                                       |          |
| 1995–96       | Detroit Red Wings       | NHL           | 78                                    | 39                                    | 68                                    | 107                                   | 48                                    | 19                                    | 2                                     | 18                                    | 20                                    | 10                                    |                                       |          |
| 1996–97       | Detroit Red Wings       | NHL           | 74                                    | 30                                    | 33                                    | 63                                    | 30                                    | 20                                    | 8                                     | 12                                    | 20                                    | 12                                    |                                       |          |
| 1997–98       | Detroit Red Wings       | NHL           | 21                                    | 6                                     | 11                                    | 17                                    | 25                                    | 22                                    | 10                                    | 10                                    | 20                                    | 12                                    |                                       |          |
| 1998–99       | Detroit Red Wings       | NHL           | 77                                    | 26                                    | 37                                    | 63                                    | 66                                    | 10                                    | 1                                     | 8                                     | 9                                     | 8                                     |                                       |          |
| 1999–00       | Detroit Red Wings       | NHL           | 68                                    | 27                                    | 35                                    | 62                                    | 22                                    | 9                                     | 4                                     | 4                                     | 8                                     | 4                                     |                                       |          |
| 2000–01       | Detroit Red Wings       | NHL           | 75                                    | 32                                    | 37                                    | 69                                    | 40                                    | 6                                     | 2                                     | 5                                     | 7                                     | 0                                     |                                       |          |
| 2001–02       | Detroit Red Wings       | NHL           | 81                                    | 31                                    | 37                                    | 68                                    | 36                                    | 23                                    | 5                                     | 14                                    | 19                                    | 20                                    |                                       |          |
| 2002–03       | Detroit Red Wings       | NHL           | 80                                    | 36                                    | 47                                    | 83                                    | 52                                    | 4                                     | 1                                     | 2                                     | 3                                     | 0                                     |                                       |          |
| 2003–04       | Mighty Ducks of Anaheim | NHL           | 80                                    | 31                                    | 34                                    | 65                                    | 42                                    | —                                     | —                                     | —                                     | —                                     | —                                     |                                       |          |
| 2004–05       | Mighty Ducks of Anaheim | NHL           | spelade inte på grund av NHL-strejken | spelade inte på grund av NHL-strejken | spelade inte på grund av NHL-strejken | spelade inte på grund av NHL-strejken | spelade inte på grund av NHL-strejken | spelade inte på grund av NHL-strejken | spelade inte på grund av NHL-strejken | spelade inte på grund av NHL-strejken | spelade inte på grund av NHL-strejken | spelade inte på grund av NHL-strejken | spelade inte på grund av NHL-strejken |          |
| 2005–06       | Mighty Ducks of Anaheim | NHL           | 5                                     | 0                                     | 1                                     | 1                                     | 2                                     | —                                     | —                                     | —                                     | —                                     | —                                     |                                       |          |
|               | Columbus Blue Jackets   | NHL           | 62                                    | 12                                    | 31                                    | 43                                    | 64                                    | —                                     | —                                     | —                                     | —                                     | —                                     |                                       |          |
| 2006–07       | Columbus Blue Jackets   | NHL           | 73                                    | 18                                    | 24                                    | 42                                    | 56                                    | —                                     | —                                     | —                                     | —                                     | —                                     |                                       |          |
| 2007–08       | Columbus Blue Jackets   | NHL           | 50                                    | 9                                     | 19                                    | 28                                    | 30                                    | —                                     | —                                     | —                                     | —                                     | —                                     |                                       |          |
|               | Washington Capitals     | NHL           | 18                                    | 2                                     | 11                                    | 13                                    | 8                                     | 7                                     | 1                                     | 4                                     | 5                                     | 8                                     |                                       |          |
| 2008–09       | Washington Capitals     | NHL           | 52                                    | 11                                    | 22                                    | 33                                    | 50                                    | 14                                    | 1                                     | 7                                     | 8                                     | 12                                    |                                       |          |
| 2009–10       | Metallurg Magnitogorsk  | KHL           | 50                                    | 9                                     | 20                                    | 29                                    | 47                                    | 8                                     | 1                                     | 1                                     | 2                                     | 4                                     |                                       |          |
| 2010–11       | Metallurg Magnitogorsk  | KHL           | 48                                    | 7                                     | 16                                    | 23                                    | 40                                    | 20                                    | 5                                     | 7                                     | 12                                    | 16                                    |                                       |          |
| 2011–12       | Metallurg Magnitogorsk  | KHL           | 43                                    | 6                                     | 16                                    | 22                                    | 36                                    | 10                                    | 1                                     | 3                                     | 4                                     | 6                                     |                                       |          |
| NHL totalt    | NHL totalt              | NHL totalt    | 1248                                  | 483                                   | 696                                   | 1179                                  | 839                                   | 183                                   | 52                                    | 124                                   | 176                                   | 133                                   |                                       |          |
| Sovjet totalt | Sovjet totalt           | Sovjet totalt | 169                                   | 41                                    | 33                                    | 74                                    | 87                                    | —                                     | —                                     | —                                     | —                                     | —                                     |                                       |          |
| KHL totalt    | KHL totalt              | KHL totalt    | 141                                   | 22                                    | 52                                    | 74                                    | 123                                   | 38                                    | 7                                     | 11                                    | 18                                    | 26                                    |                                       |          |

### Internationellt
| År             | Lag            | Turnering      |    | Matcher | Mål | Assists | Poäng | Utv. |
| -------------- | -------------- | -------------- | -- | ------- | --- | ------- | ----- | ---- |
| 1987           | Sovjetunionen  | JVM            | 6  | 0       | 0   | 0       | 8     |      |
| 1988           | Sovjetunionen  | JVM            | 7  | 5       | 7   | 12      | 0     |      |
| 1989           | Sovjetunionen  | JVM            | 7  | 4       | 8   | 12      | 4     |      |
| 1989           | Sovjetunionen  | VM             | 10 | 6       | 3   | 9       | 10    |      |
| 1990           | Sovjetunionen  | VM             | 10 | 4       | 2   | 6       | 10    |      |
| 1991           | Sovjetunionen  | CC             | 5  | 2       | 2   | 4       | 6     |      |
| 1996           | Ryssland       | WC             | 5  | 3       | 3   | 6       | 2     |      |
| 1998           | Ryssland       | OS             | 6  | 1       | 5   | 6       | 8     |      |
| 2002           | Ryssland       | OS             | 6  | 2       | 2   | 4       | 4     |      |
| 2004           | Ryssland       | WC             | 0  | 0       | 0   | 0       | 0     |      |
| 2008           | Ryssland       | VM             | 9  | 5       | 7   | 12      | 8     |      |
| 2010           | Ryssland       | OS             | 4  | 0       | 4   | 4       | 6     |      |
| 2010           | Ryssland       | VM             | 9  | 2       | 4   | 6       | 12    |      |
| JVM totalt     | JVM totalt     | JVM totalt     | 20 | 9       | 15  | 24      | 12    |      |
| VM totalt      | VM totalt      | VM totalt      | 38 | 17      | 16  | 33      | 40    |      |
| OS totalt      | OS totalt      | OS totalt      | 16 | 3       | 11  | 14      | 18    |      |
| CC + WC totalt | CC + WC totalt | CC + WC totalt | 10 | 5       | 5   | 10      | 8     |      |
| Senior totalt  | Senior totalt  | Senior totalt  | 64 | 25      | 32  | 57      | 66    |      |